# Ptá-Socáris-Osíris
Ptá-Socaris-Osíris é uma divindade do Antigo Egito, era a união de Ptá, Socáris e Osíris.